# Judo Grand Prix Zagreb
Judo Grand Prix Zagreb je judo turnir iz Svjetske judo serije (eng. IJF World Series), koji se u Zagrebu održava svake godine od 2014. godine.
Grand Prix turniri u judu dio su Svjetske judo serije i treći su po važnosti nakon Masters turnira i nekoliko Grand Slam turnira. Uspjesi na tim natjecanjima nagrađeni su bodovima za rangiranje, koji se zatim koriste za određivanje svjetske ljestvice judaša.
Međunarodna judo federacija odlučila je 2012. povjeriti Hrvatskoj organizaciju Grand Prix turnira. Ugovor je potpisan na četiri godine za turnir u Rijeci, s prvim izdanjem zakazanim za 2013. To je bio prvi turnir Svjetske judo serije u Hrvatskoj. Turnir se 2014. godine održao u Zagrebu umjesto u Rijeci i od onda svake se godine održava u Zagrebu. Jedino se nije održao 2020. godine zbog pandemija COVID-a 19. U početku se turnir održavao u Domu sportova, a od 2018. godine održava se u Areni Zagreb, osim 2019. kada je još jednom održan u Domu sportova.
Na prvom Judo Grand Prix turniru u Zagrebu 2014. od hrvatskih predstavnika jedino je Barbara Matić osvojila medalju i to brončanu u kategoriji do 70 kg. Ona je osvojila i zlatne medalje 2016. i 2022. godine te srebrnu medalju 2023. godine u istoj kategoriji. Ostali hrvatski judaši koji su osvajali medalje na Judo Grand Prix turniru u Zagrebu su: Ivana Šutalo (bronca 2016. do 78 kg), Karla Prodan (srebro 2024. i bronca 2019. do 78 kg), Ana Viktorija Puljiz (srebro 2024. do 57 kg i bronca 2021. do 52 kg), Marko Kumrić (bronca 2021. do 100 kg), Lara Cvjetko (zlato 2023., bronca 2022. i 2024. do 70 kg), Robert Klačar (bronca 2024. do 73 kg) i Iva Oberan (bronca 2024. do 63 kg).